# Bert Sakmann
Bert Sakmann (* 12. června 1942 Stuttgart) je německý biofyzik a biolog, spolu s Erwinem Neherem nositel Nobelovy ceny za fyziologii a lékařství za rok 1991. Odměněni byli za výzkum funkce iontových kanálů v buňkách a vynález laboratorní techniky zvané patch clamp, která umožňuje iontové kanály zkoumat. Tato laboratorní metoda se používá v buněčné biologii a neurovědách k detekci elektrických impulzů o velikosti pouhé biliontiny ampéru procházejících buněčnými membránami.
Po studiích medicíny na několika německých univerzitách získal lékařský titul na Univerzitě Ludwiga Maxmiliána v Mnichově a v roce 1974 doktorát na univerzitě v Göttingenu. V letech 1974–1988 pracoval v göttingenském Ústavu Maxe Plancka pro biofyzikální chemii a podstatnou část své vědecké kariéry strávil v Institutu Maxe Plancka pro lékařský výzkum v Heidelberku. Byl profesorem Heidelberské univerzity. Od roku 2008 působí jako emeritní vědecký člen Institutu Maxe Plancka pro medicínský výzkum v Heidelberku.

## Biografie
Bert Sakmann se narodil 12. června 1942 ve Stuttgartu. Otec byl  divadelní režisér a matka fyzioterapeutka. V roce 1961 nastoupil na Volksschule v Lindau a absolvoval Wagenburgovo gymnázium ve Stuttgartu. Od roku 1967 studoval medicínu v Tübingenu, Freiburgu, Berlíně, Paříži a Mnichově. Po složení lékařských zkoušek na Mnichovské univerzitě se zde v roce 1968 stal lékařským asistentem a zároveň pracoval jako vědecký asistent na neurofyziologickém oddělení v mnichovském Ústavu Maxe Plancka pro psychiatrii. V roce 1971 přešel na University College London, kde pracoval na oddělení biofyziky pod vedením Bernarda Katze. V roce 1974 dokončil na Lékařské fakultě univerzity v Göttingenu disertační práci z elektrofyziologie.
Poté nastoupil na oddělení neurobiologie v Institutu Maxe Plancka pro biofyzikální chemii v Göttingenu, kde sdílel laboratoř s Erwinem Neherem. Při společné práci vyvinuli techniku patch-clamp a prokázali, že buněčná membrána obsahuje drobné iontové kanály, které řídí mnoho tělesných funkcí. Díky této nové technice byli schopni dekódovat elektrické signály a spínací procesy elektricky vzrušivých buněk a zkoumat vliv jednotlivých látek na iontové kanály na molekulární úrovni. Zjistili, že některé iontové kanály umožňují tok pouze kladných iontů, zatímco jiné propouštějí pouze záporně nabité ionty. Nakonec objevili, jakou roli hrají iontové kanály u onemocnění, jako cukrovka, cystická fibróza, epilepsie, kardiovaskulární onemocnění a některé nervosvalové poruchy. Jejich objevy umožnily vývoj nových a specifičtějších lékových terapií.
V roce 1982 se Sakmann stal docentem a v roce 1987 profesorem na Lékařské fakultě univerzity v Göttingenu. V roce 1985 se stal ředitelem katedry buněčné fyziologie v Ústavu Maxe Plancka pro biofyzikální chemii v Göttingenu a v roce 1988 ředitelem katedry buněčné fyziologie v Ústavu Maxe Plancka pro lékařský výzkum v Heidelberku. O dva roky později přijal místo na Fakultě přírodních věd a medicíny Heidelberské univerzity v a v roce 1991 se zde stal řádným profesorem. V témže roce obdržel spolu s Erwinem Neherem, s nímž pracoval v Göttingenu, Nobelovu cenu za fyziologii a lékařství za vývoj metody pro přímou detekci iontových kanálů v buněčných membránách ke studiu přenosu signálu uvnitř buněk a mezi buňkami.
Později se stal emeritním vědeckým členem Institutu Maxe Plancka pro lékařský výzkum a od roku 2008 vede emeritní skupinu v Ústavu Maxe Plancka pro neurobiologii. V letech 2009 až 2011 byl zakládajícím ředitelem Institutu Maxe Plancka pro biomedicínu na Floridě. Tato instituce je první pobočkou německé Společnosti Maxe Plancka ve Spojených státech amerických.
Sakmann je zakladatelem nadace Bert-Sakmann-Stiftung. Jeho manželka Christiane pracovala jako dětská oftalmoložka. Mají dva syny a dceru.

## Vyznamenání a ocenění
Kromě Nobelovy ceny získal Bert Sakmann řadu dalších prestižních ocenění, včetně Gairdnerovy ceny a Ceny Louisy Grossové Horwitzové, a členství v akademiích věd, například Německé akademie věd Leopoldiny nebo Národní akademie věd Spojených států amerických.